# Élections législatives de 1902 dans la Mayenne
Les élections législatives françaises de 1902 se déroulent les 27 avril et 11 mai 1902. Dans le département de la Mayenne, cinq députés sont à élire dans le cadre de cinq circonscriptions.

## Élus
| Identité                  | Parti | Parti                                                             |
| ------------------------- | ----- | ----------------------------------------------------------------- |
| Maurice Dutreil           |       | Libéral-Action libérale populaire-Groupe républicain nationaliste |
| Louis-Alphonse de Broglie |       | Légitimiste                                                       |
| Paul Deribéré-Desgardes   |       | Républicains progressistes                                        |
| Amédée Renault-Morlière   |       | Républicains progressistes                                        |
| Christian d'Elva          |       | Libéral-Action libérale populaire-Groupe républicain nationaliste |

## Résultats par arrondissement

### Arrondissement de Château-Gontier
| Candidats      | Candidats                   | Étiquette                  | Premier tour | Premier tour |
| Candidats      | Candidats                   | Étiquette                  | Voix         | %            |
| -------------- | --------------------------- | -------------------------- | ------------ | ------------ |
|                | Louis Alphonse de Broglie * | Légitimiste                | 11 560       | 67,88        |
|                | Édouard Doisneau            | Républicains progressistes | 5 470        | 32,12        |
|                |                             |                            |              |              |
| Inscrits       | Inscrits                    | Inscrits                   | 20 815       | 100,00       |
| Votants        | Votants                     | Votants                    | 17 282       | 83,03        |
| Abstention     | Abstention                  | Abstention                 | 3 533        | 16,97        |
| Blancs et nuls | Blancs et nuls              | Blancs et nuls             | 252          | 1,46         |
| Exprimés       | Exprimés                    | Exprimés                   | 17 030       | 98,54        |

*sortant

### Arrondissement de Laval

#### 1recirconscription
| Candidats      | Candidats          | Étiquette                                                    | Premier tour | Premier tour |
| Candidats      | Candidats          | Étiquette                                                    | Voix         | %            |
| -------------- | ------------------ | ------------------------------------------------------------ | ------------ | ------------ |
|                | Christian d'Elva * | ALP-Action libérale-Groupe républicain nationaliste (Rallié) | 11 372       | 82,77        |
|                | Charles Lanslin    | Socialiste                                                   | 2 367        | 17,32        |
|                |                    |                                                              |              |              |
| Inscrits       | Inscrits           | Inscrits                                                     | 18 566       | 100,00       |
| Votants        | Votants            | Votants                                                      | 14 601       | 78,64        |
| Abstention     | Abstention         | Abstention                                                   | 3 965        | 21,36        |
| Blancs et nuls | Blancs et nuls     | Blancs et nuls                                               | 862          | 1,46         |
| Exprimés       | Exprimés           | Exprimés                                                     | 13 739       | 94,10        |

*sortant

#### 2ecirconscription
| Candidats      | Candidats       | Étiquette                                           | Premier tour | Premier tour |
| Candidats      | Candidats       | Étiquette                                           | Voix         | %            |
| -------------- | --------------- | --------------------------------------------------- | ------------ | ------------ |
|                | Maurice Dutreil | ALP-Action libérale-Groupe républicain nationaliste | 5 586        | 50,55        |
|                | Pierre Heuzey * | Républicains progressistes                          | 5 464        | 49,45        |
|                |                 |                                                     |              |              |
| Inscrits       | Inscrits        | Inscrits                                            | 12 780       | 100,00       |
| Votants        | Votants         | Votants                                             | 11 136       | 87,14        |
| Abstention     | Abstention      | Abstention                                          | 1 644        | 12,86        |
| Blancs et nuls | Blancs et nuls  | Blancs et nuls                                      | 86           | 0,77         |
| Exprimés       | Exprimés        | Exprimés                                            | 11 050       | 99,23        |

*sortant

### Arrondissement de Mayenne

#### 1recirconscription
| Candidats      | Candidats                 | Étiquette                  | Premier tour | Premier tour |
| Candidats      | Candidats                 | Étiquette                  | Voix         | %            |
| -------------- | ------------------------- | -------------------------- | ------------ | ------------ |
|                | Amédée Renault-Morlière * | Républicains progressistes | 11 481       | 99,78        |
|                | Legeleux                  |                            | 25           | 0,22         |
|                |                           |                            |              |              |
| Inscrits       | Inscrits                  | Inscrits                   | 16 923       | 100,00       |
| Votants        | Votants                   | Votants                    | 12 883       | 76,31        |
| Abstention     | Abstention                | Abstention                 | 4 040        | 23,69        |
| Blancs et nuls | Blancs et nuls            | Blancs et nuls             | 1 377        | 10,69        |
| Exprimés       | Exprimés                  | Exprimés                   | 11 506       | 89,31        |

*sortant

#### 2ecirconscription
| Candidats      | Candidats                 | Étiquette                  | Premier tour | Premier tour |
| Candidats      | Candidats                 | Étiquette                  | Voix         | %            |
| -------------- | ------------------------- | -------------------------- | ------------ | ------------ |
|                | Paul Deribéré-Desgardes * | Républicains progressistes | 10 658       | 99,77        |
|                | Delprat                   |                            | 25           | 0,23         |
|                |                           |                            |              |              |
| Inscrits       | Inscrits                  | Inscrits                   | 20 111       | 100,00       |
| Votants        | Votants                   | Votants                    | 14 068       | 69,96        |
| Abstention     | Abstention                | Abstention                 | 6 043        | 30,04        |
| Blancs et nuls | Blancs et nuls            | Blancs et nuls             | 3 385        | 24,06        |
| Exprimés       | Exprimés                  | Exprimés                   | 10 683       | 75,94        |

*sortant